# Fredrik Wickman
Fredrik Wickman, född Fredrik Torgny Vickman 22 februari 1958 i Saltsjöbaden, är en svensk rodelåkare och barnskådespelare. Han är son till regissören Torgny Wickman.
Wickman tävlade vid olympiska vinterspelen 1984 i Sarajevo, där han slutade på 19:e plats i enmansrodel.

## Filmografi
- 1969 – Eva – den utstötta